# Djafar Djabbarli
Djafar Djabbarli (în azeră: Cəfər Cabbarlı) (n. 20 martie 1899 - d. 31 decembrie 1934) a fost un dramaturg azer.

## Opera
- 1928: Sevil;
- 1931: În anul 1905 ("1905-ği ildā");
- 1931: Almas;
- 1932: Iașar.

Piesele sale se caracterizează prin dramatismul situațiilor, vioiciunea dialogurilor și efectelor scenice și evocă lupta de eliberare a poporului său, emanciparea femeii și evoluția satului.
A mai scris și povestiri și versuri satirice.
Prin opera sa, Djabbarli a influențat evoluția teatrului azebaidjan.